# Charles Granville Bruce
Pour les articles homonymes, voir Bruce.
Charles Granville Bruce, né le 7 avril 1866 à Londres et mort le 12 juillet 1939 dans cette même ville, est un officier et alpiniste britannique spécialiste de l'exploration de l'Himalaya.

## Biographie
Charles Granville Bruce, né le 7 avril 1866 à Londres, a d'abord eu une carrière d'officier dans l'Armée des Indes atteignant le grade de général.
Les unité militaires dans lesquelles il a servi dans les colonies britanniques lui permettent de découvrir l'Extrême-Orient, l'Himalaya et le peuplades des régions montagneuses népalaises, en particulier les Gurkhas et les Sherpas.
Charles Granville Bruce participe en 1892 à l'expédition au Karakoram de William Martin Conway avec Matthias Zurbriggen. En 1895 il se joint à celle d'Albert Frederick Mummery au Nanga Parbat et en 1898 il mène une reconnaissance au Nun-Kun (7 135 m).
Son expérience dans l'Himalaya le fait ensuite encadrer les expéditions britanniques. En 1907, il prend la tête d'une expédition qui atteint le sommet du Trisul ; Alexis Brocherel, Henri Brocherel et Tom George Longstaff établissent à cette occasion un nouveau record d'altitude (7 120 m).
Charles Granville Bruce est le chef de la deuxième expédition britannique à l'Everest de 1922 à laquelle prend part George Mallory. À cette occasion, il recrute 40 Sherpas dont il a compris la grande utilité pour le transport des charges en altitude. Il dirige également la troisième expédition britannique à l'Everest de 1924, qu'il est obligé d'abandonner, victime de la malaria. Il est alors remplacé par Edward Felix Norton.
Charles Granville Bruce a été président de l'Alpine Club de 1923 à 1926.

## Distinctions
- Compagnon de l'ordre du Bain.
- Membre de l'ordre royal de Victoria.
- Prix olympique d'alpinisme en 1924[6].

## Publications
- (en) Charles Granville Bruce, Twenty Years in the Himalayas, Londres, Edward Arnold, 1910
- (en) Charles Granville Bruce, Kulu and Lahoul. An account of my latest climbing journeys in the Himalaya, Londres, Edward Arnold, 1914
- (en) Charles Granville Bruce, The Assault on Mount Everest 1922, Londres, Longmans, Green & Co, 1922
- (en) Charles Granville Bruce, Himalayan Wanderer, Londres, Alexander Maclehose & Co, 1934